# Eberhard Meier
Karl Eberhard Meier (1909 Pforzheim, Alemania - 1964 Cordillera de Linares, Chile) fue un destacado montañista alemán que se hizo famoso por hacer numerosos primeros ascensos en los Andes Centrales de Chile. Fue miembro del Club Alemán Andino durante toda su vida en Chile.

## Historia
Eberhard Meier fue un montañista alemán, miembro del Club Alemán Andino o DAV Santiago. Se destacó por hacer innumerables primeros ascensos en la Cordillera de los Andes, especialmente en la zona central de Chile. Después de llegar desde Venezuela a Chile en 1940, donde trabajó como joyero, comenzó su gran carrera como andinista. Nunca habló con mucho entusiasmo de su paso por Venezuela, país en el que pudo ascender el Pico Ávila.

En 1943 junto a Juan Harseim hizo el primer ascenso del cerro Sargento del Quempo, en la cordillera cercana a Santiago. Ese mismo año haría también los primeros ascensos de los cerros Placas y Diablo. Al año siguiente haría el primer ascenso de un 6000, al subir junto a sus compañeros Krahl, Köster y Förster el cerro Alto. En 1945 tras un intento fracasado de ascenso al cerro Castillo, consiguió el primer ascenso del vecino cerro Manchado. Ese mismo año, junto a Ludwig Krahl haría lo que es considerado el inicio de la escalada en Chile. Ambos montañistas decidieron subir el cerro San Francisco por una ruta que no era la más fácil, puesto que abordaron esta montaña por su glaciar sur, haciendo algo que nadie había intentado hasta la fecha en Chile. La ruta que abrieron es conocida como la Krahl-Meier y recibió el premio a la “Mejor Ascensión” de la Asociación Santiago de Ski y Andinismo. 

A continuación participaría de los primeros ascensos de cerros tan destacados como el Trono (5477m), Laguna (4090m), cerro de Federico (4000m), Picos del Barroso cumbres Oeste y Central (5150m) por la que también recibiría el premio a la “Mejor Ascensión”, Sierra Bella (5230m), Nevado del Plomo (6050m), Sierra Esmeralda (4500m), León Negro (5151m), primer ascenso del Juncal (6000m) por su glaciar colgante, San Hilario (4000m), Torre de Flores (4890m), primer ascenso por la vertiente chilena del nevado Piuquenes (6000m), Loma Amarilla (4900m), Estravío (4000m), Meso cumbres Este y Norte (6150m). Tal vez la ascensión más destacada que realizó fue el primer ascenso íntegro de la ruta Güssfeldt al Aconcagua en 1952, la que sólo fue repetida en dos ocasiones y hoy está prohibido realizarla. 

De forma lamentable, Meier sufriría un accidente durante un viaje a Alemania en el cual perdería un pie, lo que lo dejaría inválido para hacer grandes ascensos. De esta forma y sin otra opción dedicó sus últimos años a realizar excursiones en solitario a lugares de menor altura para fotografiar principalmente la flora de estos lugares. En una de estas excursiones en solitario el año 1964 fue asaltado dentro de su carpa para ser robado y cobardemente asesinado.

En 1985, los miembros del club Richard Waetjen y Rolando Núñez bautizaron en su honor como Punta Meier una, hasta entonces inescalada, cumbre de casi 6000m de altura ubicada al norte del Nevado sin Nombre.